# Всемирный торговый центр 1
Всеми́рный торго́вый центр 1 (более корректно — Центр междунаро́дной торго́вли 1, англ. One World Trade Center), ранее носил название Ба́шня Свобо́ды (англ. Freedom Tower) — центральное здание в новом комплексе Всемирного торгового центра в нижнем Манхэттене (город Нью-Йорк, США). Имея высоту со шпилем 541 м (417 м до крыши), оно является седьмым по высоте небоскрёбом в мире, а также самым высоким зданием в Западном полушарии.
Здание расположено в северо-западном углу участка площадью 65 тыс. м², на котором располагался разрушенный 11 сентября 2001 года предыдущий комплекс зданий Всемирного торгового центра, включая Башни-близнецы.
Работы по строительству здания начались 27 апреля 2006 года. 19 декабря 2006 года были установлены первые стальные колонны в основание здания. Ещё три высотных офисных здания и высотное жилое здание, как планируется, будут построены на этой же территории вдоль улицы Гринвич, окружая таким образом мемориал, посвящённый трагедии 11 сентября 2001 года (мемориал был открыт в 2011 году 44-м президентом США Б. Обамой совместно с 43-м президентом Дж. Бушем). Строительство Башни Свободы завершилось 10 мая 2013 года установкой металлического 124-метрового шпиля массой в 758 тонн. 541-метровое здание стало самым высоким в США.

## История

### Проектирование

Проект 2003 года, совместная работа Даниэля Либескинда и Дэвида Чайлдса

После разрушения Всемирного торгового центра в результате терактов 11 сентября 2001 года было много дебатов, посвящённых дальнейшему использованию территории торгового центра. Предложения стали поступать почти сразу, и к 2002 году Администрация портов Нью-Йорка и Нью-Джерси, которая является собственником прав на использование территории, организовала через созданную «Корпорацию по развитию Нижнего Манхэттена» конкурс, чтобы определить пути использования площадей.
Проекты, предложенные на этом этапе, были негативно восприняты общественностью, что послужило причиной для проведения второго, более открытого конкурса в декабре 2002 года, в результате которого в феврале 2003 года из около двух тысяч вариантов был выбран проект, предложенный архитектором Даниэлем Либескиндом. Он имел официальное название «Генеральный план Либескинда» (англ. Lebeskind's Master Plan). Согласно ему, на месте нынешнего небоскрёба должна была стоять башня той же высоты, содержащая в своей самой высокой части вертикальный сад. Шпиль башни был сделан похожим на поднятую руку с факелом у Статуи Свободы. Этот проект не удовлетворил Ларри Сильверстайна, основного застройщика территории ВТЦ, поскольку у башни было недостаточно офисных помещений.
Было решено переработать проект. Либескинд работал над второй версией башни совместно с архитектором Дэвидом Чайлдсом. В декабре 2003 года была представлена новая версия небоскрёба. Она сохранила некоторые черты предыдущего проекта: высота в 1776 футов и шпиль, похожий на факел. Сама башня имела бы кручёную форму. Её верхняя часть, начиная с отметки в 335 м (1100 футов), была бы только каркасной, без этажей и остекления. Внутри каркаса были бы расположены ветряки, питающие башню энергией (кручёная форма, по мнению Чайлдса, нужна для того, чтобы наверх попадало больше воздуха для ветряков), и кабели, идущие по периметру и подающие в башню энергию от ветряков. Проект получил смешанные отзывы. С одной стороны, небоскрёб сохранил основные черты Генерального плана. С другой стороны, публика не оценила верхней части башни, многие считали, что она придаёт башне незавершённый вид.
После того, как в 2004 году был заложен первый камень в основание будущего небоскрёба, строительство пришлось быстро остановить, поскольку полиция Нью-Йорка повысила требования безопасности высотных зданий, которым башня не соответствовала. Во-первых, проект предусматривал использование стекла как основного материала фасада, а во-вторых, башня могла бы стать очень удобной целью для совершения в ней взрывов (как случилось в феврале 1993 года с башнями-близнецами). Проект вновь отправился на переработку.
Что интересно, в ноябре 2004 года бывший студент Йельского университета Томас Шайн подал в суд на Чайлдса и его фирму Skidmore, Owings & Merrill LLP, поскольку проект башни, по словам истца, подозрительно напоминает его проект высотного здания для Олимпийских игр 2012 года (Нью-Йорк был одним из кандидатов на место проведения игр), который Чайлдс лично видел в 1999 году на конкурсе архитектурных проектов в вышеупомянутом университете.
В июне 2005 года Чайлдс, теперь уже в одиночку, представил третий, близкий к нынешнему, проект небоскрёба. Башня стала значительно проще: кубическое основание, высота по крыше схожа с таковой у башен-близнецов, высота со шпилем остаётся 1776 футов. Основание башни и её первые наземные этажи (первые 57 метров) выполнены из бетона. Чтобы, как высказывались критики, эта бетонная часть здания не напоминала бункер, было решено, что при отделке фасада на этом уровне будут использованы стеклянные элементы призмоподобной формы. Основание небоскрёба имеет приблизительно ту же площадь и форму, что и башни-близнецы. Этажи над бункером постепенно изменяют свою форму при движении снизу вверх: вначале они такие же, но затем из всех четырёх углов всё больше выходят два новых ребра. Таким образом, грани башни являются треугольниками (а большинство этажей имеет форму восьмиугольника). С точки зрения помещений, в проекте предусматривалось около 241 тыс м² для офисных помещений, а также: смотровая площадка на 100 этаже, рестораны, парковка и помещения для телекоммуникаций. Когда в июне 2006 года началось строительство небоскрёба, проект всё ещё не был полностью готов. Фасад нижней части башни, как уже было сказано, должен был состоять из призматического стекла. На изготовление образцов этих стёкол ушло более 10 млн долларов. Выпустить такие стёкла поручили китайскому производителю, но они получились крайне непрочными. От их использования отказались 12 мая 2011 года, когда небоскрёб уже возвышался на 65 этажей.

### Строительство

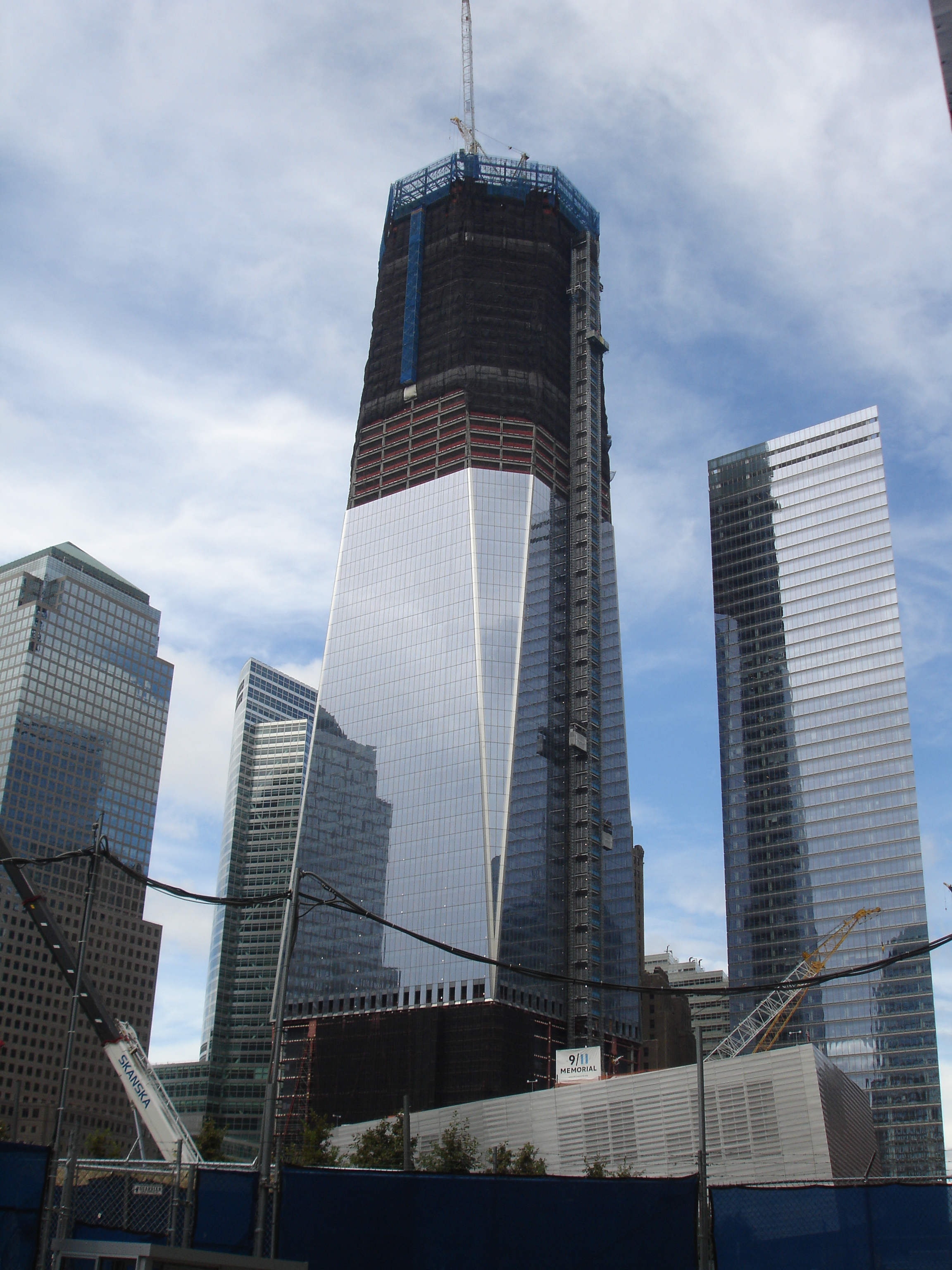
Здание строится (август 2011)

Первый камень был заложен в основание башни 4 июля 2004 года, в День независимости США, однако вскоре строительство было приостановлено, а 23 июня 2006 года камень был временно убран. Первая балка в основании башни была установлена 19 декабря 2006 года. В феврале 2007 года стоимость строительства небоскрёба была оценена в 3 млрд долларов (то есть около 12 380 долларов за м²), из них около миллиарда было получено Ларри Сильверстайном в виде страховых. Ещё миллиард согласилось через облигации выделить Портовое управление и около 250 миллионов долларов было выделено из бюджета штата Нью-Йорк. Работы по строительству фундамента были практически завершены к концу 2007 года. Первые башенные краны были установлены в январе 2008 года, в этот момент началось строительство бетонного ядра небоскрёба. К 22 февраля было заказано 9400 из 50 000 коротких тонн стали. С марта по апрель 2008 года в городе Онтэрио, штат Калифорния, проходили испытания остекления башни (была создана стена высотой 12 м). Целью этих испытаний была проверка остекления на устойчивость к землетрясениям и сильному ветру. В апреле пришлось заменить часть бетона в фундаменте из-за его низкой прочности. Уровень улицы был достигнут 17 мая 2008 года, а к концу июня был залит бетон для пола цокольного этажа B3. К августу здание уже возвышалось на 7,6 м от уровня улицы. 16 сентября совет Портового управления утвердил контракты на системы безопасности и управления зданием. Таким образом, 90 % контрактов, необходимых для завершения строительства башни, были подписаны к этой дате.
К 11 февраля 2009 года высота небоскрёба составляла 32 м. 13 августа была установлена самая тяжёлая колонна башни весом 64 тонны. Все колонны изготавливались в Люксембурге, каждая имела высоту 18 метров. Все 24 колонны по периметру здания были возведены к 1 ноября 2009 года. В 2010 году темпы строительства значительно ускорились. К февралю небоскрёб возвышался уже на 61 метр над уровнем улицы. В конце апреля завершилось бетонирование основания башни. К маю 2010 года темп строительства составлял один этаж в неделю. 13 ноября стартовало остекление здания: первые панели были установлены на 20 этаже. К 16 декабря небоскрёб достиг высоты 180 м, было построено 52 этажа. С января по февраль 2012 года строительство было приостановлено из-за аномально тёплой зимы и крайне опасных для строительства погодных условий из-за неё. Строительство 92 этажа из-за этого затянулось на два месяца. Уже в марте строительные работы возобновились, а здание стало третьим по высоте в городе, сместив Башню Банка Америки, а также первым по высоте по крыше. В апреле стоимость строительства была оценена в 3,9 млрд долларов, что сделало небоскрёб одним из самых дорогих зданий в мире на тот момент. В августе здание достигло уровня крыши, возвышаясь на 417 метров над землёй. В ноябре 2012 года началась перевозка частей антенны из Квебека. Первая часть антенны была поднята на башню 12 декабря 2012 года и установлена 15 января 2013 года. Установка шпиля была завершена 10 мая 2013 года. Небоскрёб достиг своей проектной высоты в 541 м (1776 футов).

## Дизайн

Площадь для использования под офисы — 241 тыс. м².
Нижний 61 м здания занимает холл высотой 24 м и расположенные над ним несколько технических этажей. Далее, выше следуют 69 этажей, непосредственно предназначенных для офисного использования, заканчиваясь на уровне 341 м. Над ними расположены ещё технические этажи, ещё два этажа отданы для использования Городскому телевизионному альянсу (Metropolitan Television Alliance). Рестораны и смотровые площадки заканчиваются смотровой площадкой и парапетом, достигающими высоты 415 и 417 м, соответственно — высоты Башен-близнецов предыдущего Всемирного торгового центра. Стилизованная антенна на крыше здания поднимается на символическую высоту в 1776 футов (541 м) (1776 — год принятия Декларации независимости США).
Ширина сторон основания здания — 61 м, то есть чуть меньше, чем у разрушенных башен-близнецов (63 м). Внешняя отделка основания выполнена в том числе из более чем двух тысяч элементов, выполненных из стекла, по форме напоминающих призмы. Размеры стеклянных элементов — 1,21×4,06 м. С антенны в небо светит луч света, который виден в воздухе в высоту до 300 м.

## Критика
Идея выполнить основание здания из железобетона стала предметом разногласий. Политический обозреватель журнала National Review Дерой Мёрдок выразил мнение, что это в большей степени демонстрирует страх, нежели свободу, назвав проект «Башней страха».
Архитектурный критик The New York Times Николай Урусов назвал отделку основания «нелепой попыткой скрыть лежащую в её основе паранойю».